# Paul Mijksenaar

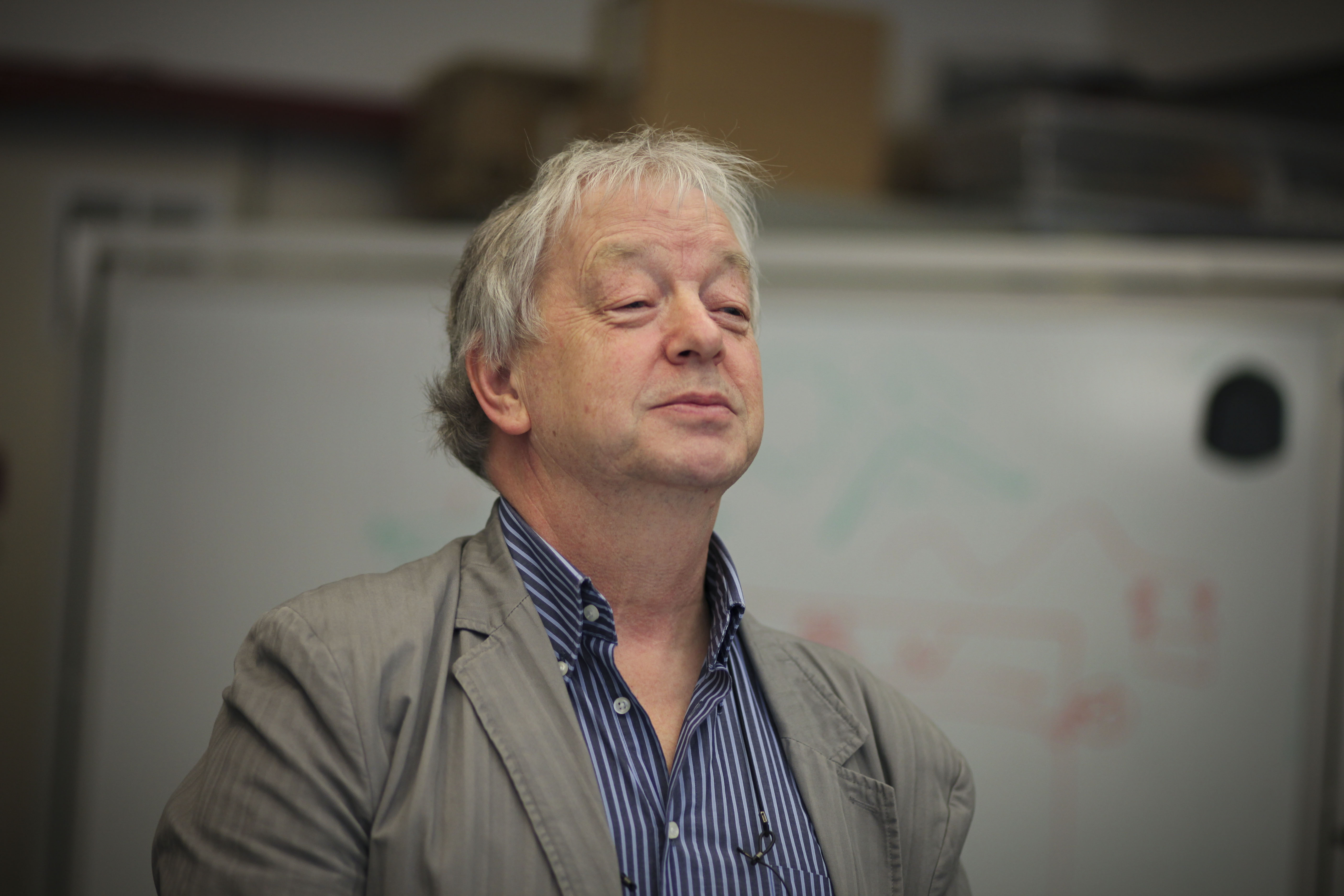
Paul Mijksenaar

Paul Mijksenaar, född 1944 är en holländsk formgivare specialiserad på visuell information.
Paul Mijksenaar startade den internationellt kända konsultbyrån Bureau Mijksenaar med kontor i Amsterdam och New York. Paul Mijkensaar är professor i visuell informations design vid Industrial Design Engineering, Delft University of Technology i Holland.
Paul Mijkensaar har författat boken Visual Foundation: an Introduction to Information Design (1997) som numera finns tillgänglig i sin helhet via tjänsten Google Books.